# Frank Büttner (Kunsthistoriker)
Frank Büttner (* 26. Juli 1944 in Görlitz; † 14. Mai 2016 in Gilching) war ein deutscher Kunsthistoriker. Er trat in der Fachwelt mit Arbeiten zur barocken Freskenmalerei sowie zur Kunst und Geschichte vor allem im 19. Jahrhundert hervor.

## Leben und Wirken
Der in Görlitz geborene Frank Büttner wuchs in Bremen auf. Er legte 1964 das Abitur ab. Anschließend studierte er von 1964 bis 1970 Kunstgeschichte, Archäologie und deutsche Literaturwissenschaft zunächst an der Universität Kiel, dann an den Universitäten München und Florenz. Büttner war ein akademischer Schüler von Erich Hubala. Bei ihm wurde er 1970 mit einer Arbeit über die barocke Galerie im Palazzo Medici Riccardi in Florenz promoviert. Büttner wurde 1971 Stipendiat am Deutschen Kunsthistorischen Institut in Florenz. Von 1971 bis 1974 war er Wissenschaftlicher Assistent am Kunsthistorischen Institut der Universität Kiel und von 1971 bis 1978 Wissenschaftlicher Assistent an der Universität Würzburg. Er habilitierte sich dort mit einer Studie zu den Fresken und Freskenprojekten von Peter Cornelius. Im Wintersemester 1981/82 war er Gastprofessor an der Freien Universität Berlin.
Büttner lehrte als Nachfolger von Reiner Haussherr von 1982 bis 1994 als ordentlicher Professor und Direktor am Kunsthistorischen Institut der Universität Kiel. In Kiel war er von 1991 bis 1992 Dekan der Philosophischen Fakultät. Von 1994 bis zu seiner Emeritierung 2009 war er ordentlicher Professor für Kunstgeschichte mit besonderer Berücksichtigung der Kunstgeschichte Bayerns an der Universität München. Er übernahm 1994 mit seiner Berufung nach München auch das seit 1966 in Arbeit befindliche Corpus der barocken Deckenmalerei. Von 2001 bis 2003 war er Dekan der Fakultät 09 für Geschichts- und Kunstwissenschaften der Ludwig-Maximilians-Universität München. Er hatte ab 2001 im Sonderforschungsbereich 573 Pluralisierung und Autorität in der Frühen Neuzeit die Leitung des kunsthistorischen Teilprojektes Wahrnehmung der Wirklichkeit – Visualisierung des Wissens. Formen und Funktionen des Bildes in der Frühen Neuzeit. Von 2005 bis 2008 war er Vorsitzender des wissenschaftlichen Beirates des Germanischen Nationalmuseums Nürnberg. Er wurde 2006 Mitglied der Bayerischen Akademie der Wissenschaften. Von 2009 bis 2016 war er Vorsitzender der Kommission zur Herausgabe der Schriften von Schelling.
Sein Schriftenverzeichnis umfasst rund 200 Titel und behandelt die ganze europäische Kunstgeschichte von Giotto bis Cornelius. Er widmete sich Fragen der Kunsttheorie und der Methodenlehre. Sein Hauptwerk war die zweibändige Monographie (1980 und 1999) über die Fresken und Freskenentwürfe des Nazareners Cornelius. Er legte mit Andrea Gottdang 2006 eine Einführung in die Ikonographie vor.

## Schriften
- mit Andrea Gottdang: Einführung in die Ikonographie. Wege zur Deutung von Bildinhalten. 4., durchgesehene und aktualisierte Auflage. Beck, München 2019, ISBN 978-3-406-74280-4.
- Giotto und die Ursprünge der neuzeitlichen Bildauffassung. Die Malerei und die Wissenschaft vom Sehen in Italien um 1300. WBG, Darmstadt 2013, ISBN 978-3-534-25753-9.
- Einführung in die Malerei. Gattungen, Techniken, Geschichte. Beck, München 2012, ISBN 978-3-406-64134-3
- Philipp Otto Runge. Beck, München 2010, ISBN 978-3-406-60092-0.
- Peter Cornelius. Fresken und Freskenprojekte. Zwei Bände. Steiner, Wiesbaden 1980/1999, ISBN 3-515-03258-4 und ISBN 3-515-03612-1.
- Die Galleria Riccardiana in Florenz (= Kieler kunsthistorische Studien. Bd. 2). Lang, Bern u. a. 1972, ISBN 3-261-00832-6.